# Notomys fuscus
Il topo saltatore scuro (Notomys fuscus  Jones, 1925) è un roditore della famiglia dei Muridi diffuso in Australia.

## Descrizione
Roditore di piccole dimensioni, con la lunghezza della testa e del corpo tra 80 e 115 mm, la lunghezza della coda tra 120 e 155 mm, la lunghezza del piede tra 34 e 40 mm, la lunghezza delle orecchie tra 24 e 28 mm e un peso fino a 50 g.

Le parti superiori sono arancioni, talvolta miste al grigiastro, particolarmente sulla testa. Le parti inferiori sono bianche. Sono presenti solo tre cuscinetti sulla pianta dei piedi. La coda è più lunga della testa e del corpo. Entrambi i sessi hanno delle sacche golari ben sviluppate, circondate da una parte carnosa ricoperta di ruvidi peli biancastri. Il cariotipo è 2n=48 FN=52.

## Biologia

### Comportamento
È una specie terricola, notturna e gregaria. Si rifugia in profondi sistemi di tane e cunicoli, costruiti nelle dune sabbiose.

### Alimentazione
Si nutre di semi, germogli e insetti.

### Riproduzione
Le femmine danno alla luce 1-5 piccoli alla volta dopo una gestazione di 38-41 giorni. Le nascite avvengono subito dopo le stagioni piovose, sebbene in cattività si riproducano durante tutto l'anno.

## Distribuzione e habitat
Questa specie è diffusa nella parte nord-orientale dell'Australia Meridionale, nella parte sud-occidentale del Queensland e in una piccola zona del Nuovo Galles del Sud nord-occidentale. In passato l'areale era più esteso e comprendeva gran parte dell'Australia Meridionale e della parte meridionale del Territorio del Nord.
Vive in pianure e creste sabbiose.

## Tassonomia
Sono state riconosciute 3 sottospecie, di cui una estinta:
- N.f.fuscus †: Vissuta in epoca recente nella parte meridionale del Territorio del Nord;
- N.f.eyreius (Finlayson, 1960): parte nord-orientale dell'Australia Meridionale, Nuovo Galles del Sud nord-occidentale;
- N.f.filmeri (Mack, 1961): parte sud-occidentale del Queensland.

## Conservazione
La IUCN Red List, considerato l'areale limitato e seriamente frammentato e il continuo declino nella qualità del suo habitat, classifica Notomys fuscus come specie vulnerabile (VU).